# Zespół dolnego neuronu ruchowego
Zespół dolnego neuronu ruchowego – zespół objawów związany z uszkodzeniem włókien nerwowych dolnego neuronu motorycznego biegnących z rogu przedniego rdzenia kręgowego. 
Jedną z głównych charakterystycznych cech zespołu jest porażenie wiotkie. Przeciwna sytuacja, czyli porażenie spastyczne, wiąże się z uszkodzeniem górnego neuronu ruchowego.
Wyróżnia się cztery typy uszkodzenia dolnego neuronu ruchowego:
- uszkodzenie komórek rogów przednich rdzenia,
- radikulopatie, czyli uszkodzenia korzeni rdzeniowych,
- pleksopatie, czyli uszkodzenia splotów nerwowych (więcej niż jednego korzenia nerwowego),
- neuropatie obwodowe.

## Objawy
- osłabienie siły mięśni oraz zaniki mięśniowe
- fascykulacje
- obniżenie napięcia mięśniowego
- brak odruchów ścięgnistych (lub ich osłabienie)
- prawidłowe odruchy brzuszne i nosidłowe
- brak lub osłabienie odruchów głębokich
- odruch podeszwowy zachowany, o ile nie ma niedowładu mięśni stopy
- brak klonusów
- brak odruchów patologicznych, np. objawu Babińskiego